# Équipe de France féminine de basket-ball en 1953
En cette année 1953, l'équipe de France a le privilège de participer au premier championnat du monde, au Chili. L'équipe reviendra d'Amérique du Sud avec une médaille de bronze.

## Une année en bleu

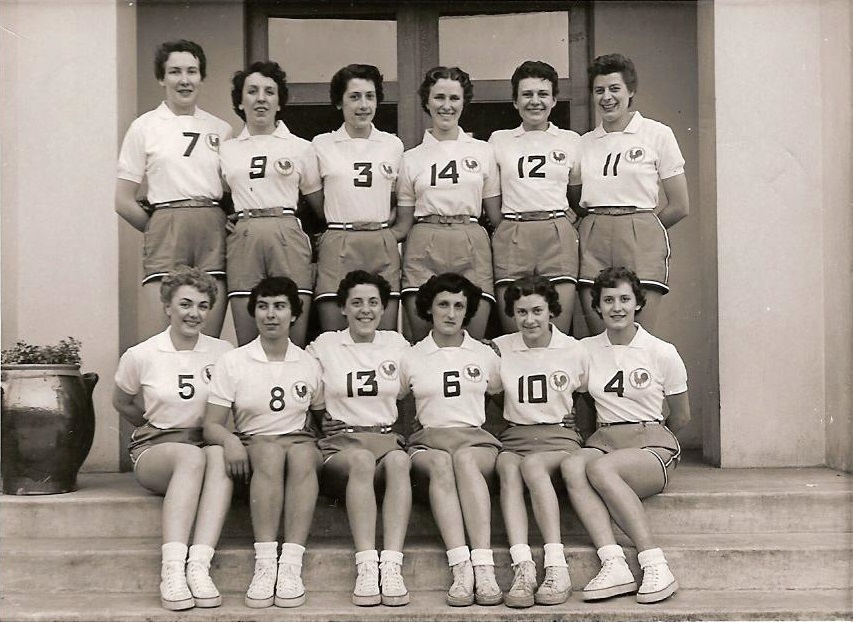
Les Françaises médaillées de bronze en 1953

Sur la photo ci-contre on peut reconnaître : Anne-Marie Colchen (#7), Édith Tavert-Kloechner (#9), Gisèle Roques (#3), Alice Sellier (#14), Paulette Neyraud (#12), Andrée Henry-Lucq (#11), Evelyne Golhen (#5), Eliane Savelli (#8), Micheline Bejaud (#13), Jacqueline Biny (#6), Odette Roques (#10), Thérèse Marfaing (#4) ...

## Les matches
| Date        | Lieu              | Adversaire  | Score      | Compétition | Meilleures marqueuse (France) |
| ----------- | ----------------- | ----------- | ---------- | ----------- | ----------------------------- |
| 7 mars      | Santiago du Chili | Pérou       | v. 62 - 22 | CM          | Anne-Marie Colchen (21)       |
| 13 mars     | Santiago du Chili | États-Unis  | d. 41 - 37 | CM          | -                             |
| 16 mars     | Santiago du Chili | Brésil      | v. 49 - 37 | CM          | -                             |
| 16 mars     | Santiago du Chili | Paraguay    | v. 58 - 27 | CM          | -                             |
| 19 mars     | Santiago du Chili | Chili       | d. 45 - 35 | CM          | -                             |
| 22 mars     | Santiago du Chili | Argentine   | v. 48 - 26 | CM          | Anne-Marie Colchen (32)       |
| 12 novembre | Paris             | Yougoslavie | d. 56 - 48 | A           | -                             |
| 28 novembre | Bruxelles         | Belgique    | v. 59 - 34 | A           | -                             |

d : défaite, v : victoire, AP : après prolongation
A : match amical, CM : Mondial 1953

## L'équipe
- Sélectionneur : -
- Assistants :  -

| Poste | Joueuse                | Nombre matchs | Nombre points | Club(s) 1953  |
| ----- | ---------------------- | ------------- | ------------- | ------------- |
|       | Micheline Bejaud       | 8             |               |               |
|       | Jacqueline Biny        | 8             |               |               |
|       | Anne-Marie Colchen     | 8             |               | ASAN Le Havre |
|       | Evelyne Golhen         | 6             |               | ASAN Le Havre |
|       | Andrée Henry-Lucq      | 6             |               |               |
|       | Édith Tavert-Kloechner | 7             |               |               |
|       | Thérèse Marfaing       | 6             |               |               |
|       | Paulette Neyraud       | 8             |               |               |
|       | Gisèle Roques          | 7             |               |               |
|       | Odette Roques          | 7             |               |               |
|       | Eliane Savelli         | 6             |               |               |
|       | Alice Seillier-Antoine | 6             |               |               |
|       | Yvette Anlesio         | 1             |               |               |
|       | Nadine Camelin         | 1             |               |               |
|       | Jacqueline Cator       | 1             |               |               |
|       | Madeleine Cator        | 1             |               |               |
|       | Marlyse Haessig        | 1             |               |               |
|       | Jeannette Huard        | 1             |               |               |
|       | Simone Fourgnaud       | 1             |               |               |
|       | Ginette Mazel          | 1             |               |               |
|       | Andrée Raymond         | 2             |               |               |
|       | Eliane Richard         | 2             |               |               |
|       | Madeleine Supt         | 1             |               |               |

## Sources et références
1. 1 2 3 4 5 6 7 8 9 10 11  N'a pas participé au mondial

- CD-rom : 1926-2003 Tous les matchs des équipes de France édité par la FFBB.